# Камнеломка жестколистная
Камнеломка жестколистная (лат. Saxifraga aizoides) — вид травянистых растений рода Камнеломка (Saxifraga) семейства Камнеломковые (Saxifragaceae).

## Ботаническое описание

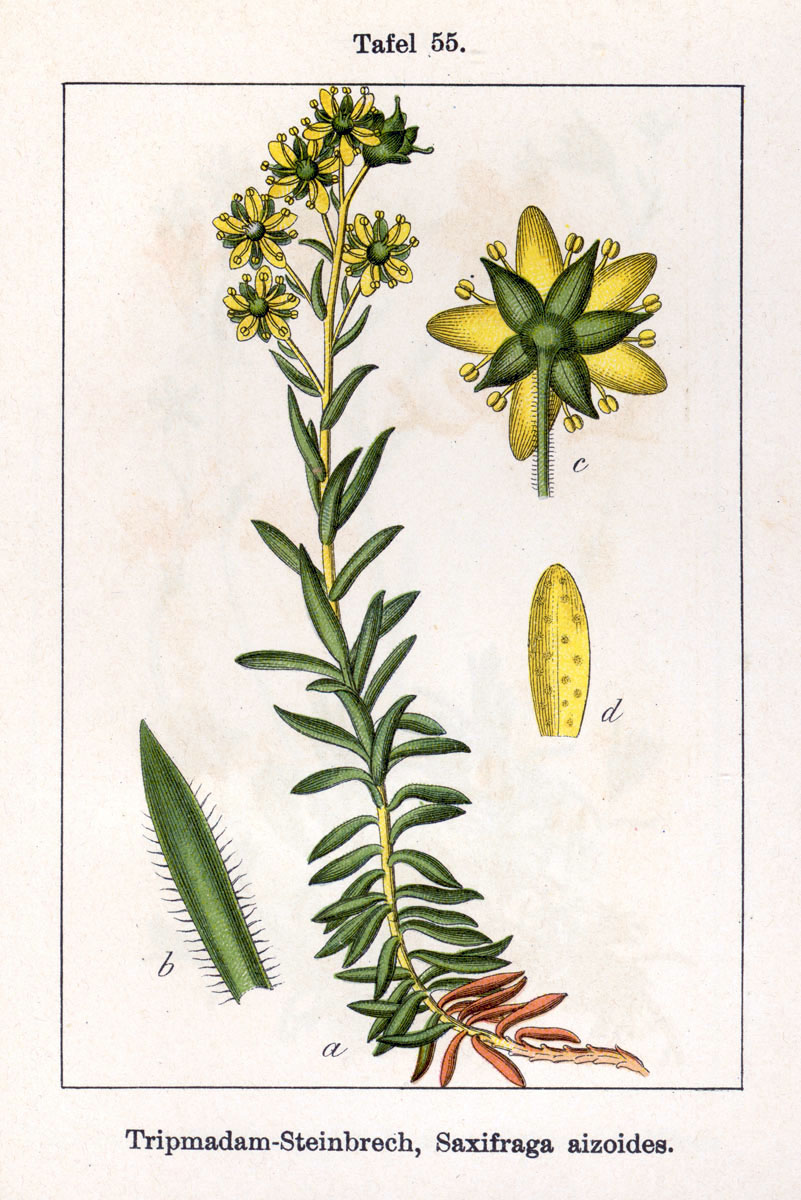
Камнеломка жестколистная.

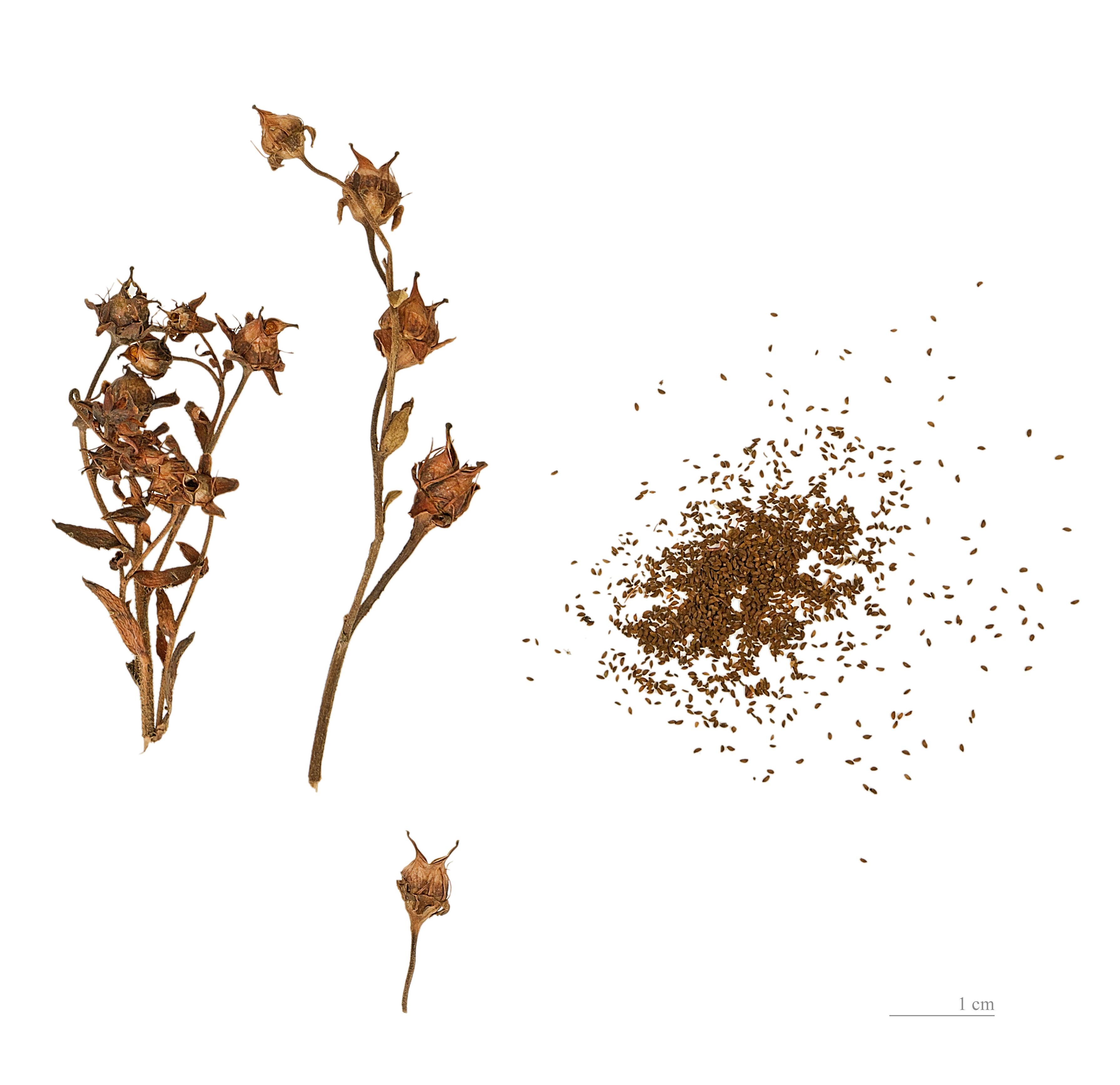
Плоды и семена

Многолетнее травянистое, рыхлодерновинное растение. Корневища тонкие, ползучие, ветвистые. Стебли восходящие, облиственные, 5—17 см высотой. Листья сидячие, жестковатые, линейно-продолговатые или линейно-ланцетные, мясистые.
Цветки пятичленные, собраны в рыхлое, метельчатое или кистевидное, 2—8-цветковое соцветие. Чашечка до половины надрезана на тупые, косо вверх направленные, яйцевидно-треугольные доли. Лепестки продолговато-эллиптические, жёлтые или оранжевые, иногда с красноватыми крапинками, почти в полтора раза длиннее чашечки, 3—6 мм длиной. Тычинки равны по длине лепесткам, нити шиловидные. Плод — двурогая коробочка. Семена около 1 мм длиной.

## Распространение
Встречается в северной половине Евразии и Северной Америки.